# TRIM52
TRIM52 (англ. Tripartite motif containing 52) – білок, який кодується однойменним геном, розташованим у людей на короткому плечі 5-ї хромосоми. Довжина поліпептидного ланцюга білка становить 297 амінокислот, а молекулярна маса — 34 653.
| 10         |  | 20         |  | 30         |  | 40         |  | 50         |
| ---------- |  | ---------- |  | ---------- |  | ---------- |  | ---------- |
| MAGYATTPSP |  | MQTLQEEAVC |  | AICLDYFKDP |  | VSISCGHNFC |  | RGCVTQLWSK |
| EDEEDQNEEE |  | DEWEEEEDEE |  | AVGAMDGWDG |  | SIREVLYRGN |  | ADEELFQDQD |
| DDELWLGDSG |  | ITNWDNVDYM |  | WDEEEEEEEE |  | DQDYYLGGLR |  | PDLRIDVYRE |
| EEILEAYDED |  | EDEELYPDIH |  | PPPSLPLPGQ |  | FTCPQCRKSF |  | TRRSFRPNLQ |
| LANMVQIIRQ |  | MCPTPYRGNR |  | SNDQGMCFKH |  | QEALKLFCEV |  | DKEAICVVCR |
| ESRSHKQHSV |  | LPLEEVVQEY |  | QEIKLETTLV |  | GILQIEQESI |  | HSKAYNQ    |

A: Аланін

C: Цистеїн

D: Аспарагінова кислота

E: Глутамінова кислота

F: Фенілаланін

G: Гліцин

H: Гістидин

I: Ізолейцин

K: Лізин

L: Лейцин

M: Метіонін

N: Аспарагін

P: Пролін

Q: Глутамін

R: Аргінін

S: Серин

T: Треонін

V: Валін

W: Триптофан

Білок має сайт для зв'язування з іонами металів, іоном цинку. 